# Baanwielrennen op de Paralympische Zomerspelen 2020 - Tijdrit vrouwen B
De baanwielrennen Tijdrit vrouwen B tijdens de Paralympische Zomerspelen 2020 vond plaats in de Izu Velodrome, Japan. Deze klasse is voor de renster die blind of slechtziend is, zij rijden op een tandem samen met een renster zonder handicap (de piloot). 

## Uitslag
| #      | Heat | Rensters | Rensters                                      | tijd     | tijd |
| ------ | ---- | -------- | --------------------------------------------- | -------- | ---- |
| Goud   | 10   | NED      | Larissa Klaassen Imke Brommer pilote          | 1:05.291 | PR   |
| Zilver | 2    | GBR      | Aileen McGlynn Helen Scott pilote             | 1:06.743 |      |
| Brons  | 9    | BEL      | Griet Hoet Anneleen Monsieur pilote           | 1:07.943 |      |
| 4      | 7    | GBR      | Lora Fachie Corrine Hall pilote               | 1:08.232 |      |
| 5      | 5    | GBR      | Sophie Unwin Jenny Holl pilote                | 1:08.701 |      |
| 6      | 8    | IRL      | Katie-George Dunlevy Eve McCrystal pilote     | 1:09.044 |      |
| 7      | 6    | POL      | Justyna Kiryła Aleksandra Tecław pilote       | 1:12.354 |      |
| 8      | 1    | POL      | Dominika Putyra Ewa Bańkowska pilote          | 1:13.212 |      |
| 9      | 3    | MAS      | Nur Azlia Syafinaz Nurul Suhada Zainal pilote | 1:15.005 |      |
| 10     | 4    | SWE      | Louise Jannering Jenny Eliasson pilote        | 1:19.965 |      |